# Monty Rice
Montavian Lamar Rice-Jordan (Huntsville, 8 gennaio 1999) è un giocatore di football americano statunitense che milita nel ruolo di linebacker per gli Atlanta Falcons della National Football League (NFL).

## Carriera

### Tennessee Titans
Rice al college giocò a football a Georgia. Fu scelto nel corso del terzo giro (92º assoluto) nel Draft NFL 2021 dai Tennessee Titans. Debuttò come professionista subentrando nella gara del primo turno contro gli Arizona Cardinals mettendo a segno un tackle. Il 30 novembre fu inserito in lista infortunati per un problema a una caviglia, chiudendo la sua stagione da rookie con 29 tackle in 10 presenze, 4 delle quali come titolare.

### New Orleans Saints
Il 6 dicembre 2023 Rice firmò con i New Orleans Saints. Fu svincolato il 27 agosto 2024.

### Atlanta Falcons
Il 30 agosto 2024 Rice firmò con la squadra di allenamento degli Atlanta Falcons.